# 낭야 정씨
낭야 정씨(瑯琊鄭氏)는 정선갑(鄭先甲)을 시조로 하는 한국의 성씨이다.

## 연원
시조 정선갑(鄭先甲)은 명나라 세종 때 문연각 태학사(文淵閣太學士)를 지낸 정문겸(鄭文謙)의 증손이다. 정선갑(鄭先甲)은 1617년 산동성에서 출생하였으며, 명나라에서 진사를 지냈다.
정선갑은 1644년 청나라의 명나라 침공으로 포로가 되어 심양(瀋陽)에 압송되었다. 정선갑, 왕이문(王以文), 왕봉강(王鳳崗) 등의 9의사는 심양에서 봉림대군을 만나 함께 조선에 들어왔다.
정선갑은 효종(孝宗)과 북벌을 추진하였고, 북벌이 성공하면 고국에 돌아가려고 하였으나, 1659년 효종이 급서(急逝)로 북벌이 좌절되자 조선에 정착하였다.

## 본관
낭야(瑯琊)는 산동성에 속한 지역이다. 이 지역에는 정(鄭), 왕(王)씨들이 많이 살고 있다. 이 지역의 정(鄭)씨들은 정나라 공족의 후예 이고, 왕(王)씨들은 주나라 공족의 후예들로 제남, 또는 낭야로 본관을 두고 있다.

## 같이 보기
- 제남 왕씨